# Stipagrostis sokotrana
Stipagrostis sokotrana là một loài thực vật có hoa trong họ Hòa thảo. Loài này được (Vierh.) De Winter miêu tả khoa học đầu tiên năm 1963.